# Michael Arroyo
Michael Antonio Arroyo Mina, ou simplement Michael Arroyo, né le 23 avril 1987 à Guayaquil en Équateur, est un footballeur international équatorien au poste de milieu offensif. Il joue actuellement pour le club du Nemanja Mekanica.

## Biographie

### Équipe nationale
Michael Arroyo est convoqué pour la première fois par le sélectionneur national Sixto Vizuete pour un match amical face au Mexique le 8 mai 2010. Il sort à la 90e minute à la place de Pedro Quiñónez (0-0). Le 28 mai 2011 contre le Mexique, il marque son premier but en sélection (1-1).
Il fait partie de l'équipe équatorienne à la Copa América 2011 en Argentine. En juin 2014, le sélectionneur Reinaldo Rueda annonce que Michael Arroyo est retenu dans la liste des 23 joueurs pour jouer la Coupe du monde 2014 au Brésil. 
Il compte 30 sélections et 5 buts avec l'équipe d'Équateur entre 2010 et 2017.

## Palmarès

### En club
- Avec le Deportivo Quito :
  - Champion d'Équateur en 2009

- Avec le Barcelona :
  - Champion d'Équateur en 2012

- Avec l'Club América
  - Ligue des champions de la CONCACAF en 2015 et 2016

## Statistiques

### Statistiques en club
Le tableau ci-dessous résume les statistiques en match officiel de Michael Arroyo durant sa carrière de joueur professionnel.
| Saison                | Club                  | Championnat           | Championnat | Championnat | Coupe(s) nationale(s) | Coupe(s) nationale(s) | Compétition(s) continentale(s) | Compétition(s) continentale(s) | Compétition(s) continentale(s) | Équateur | Équateur | Total | Total |
| Saison                | Club                  | Division              | M.          | B.          | M.                    | B.                    | Comp.                          | M.                             | B.                             | M.       | B.       | M.    | B.    |
| 2005                  | Emelec                | Serie A               | 10          | 0           | -                     | -                     | -                              | -                              | -                              | -        | -        | 10    | 0     |
| 2006                  | Emelec                | Serie A               | 28          | 1           | -                     | -                     | -                              | -                              | -                              | -        | -        | 28    | 1     |
| 2007                  | Emelec                | Serie A               | 19          | 0           | -                     | -                     | CL                             | 5                              | 1                              | -        | -        | 24    | 1     |
| 2008                  | Emelec                | Serie A               | 16          | 3           | -                     | -                     | -                              | -                              | -                              | -        | -        | 16    | 3é    |
| 2009                  | Deportivo Quito       | Serie A               | 27          | 10          | -                     | -                     | -                              | -                              | -                              | -        | -        | 27    | 10    |
| 2010                  | Deportivo Quito       | Serie A               | 15          | 4           | -                     | -                     | CL                             | 6                              | 1                              | 2        | 0        | 23    | 5     |
| 2010 - 2011           | San Luis              | Primera División      | 29          | 5           | -                     | -                     | -                              | -                              | -                              | 9        | 2        | 38    | 7     |
| 2011 - 2012           | San Luis              | Primera División      | 12          | 5           | -                     | -                     | CL                             | 6                              | 3                              | 5        | 0        | 23    | 8     |
| 2011 - 2012           | Atlante               | Primera División      | 16          | 4           | -                     | -                     | -                              | -                              | -                              | -        | -        | 16    | 4     |
| 2012                  | Barcelona             | Serie A               | 12          | 6           | -                     | -                     | CS                             | 4                              | 2                              | 2        | 0        | 18    | 8     |
| 2013                  | Barcelona             | Serie A               | 36          | 11          | -                     | -                     | CL+CS                          | 5+2                            | 1+1                            | 1        | 0        | 44    | 13    |
| 2013 - 2014           | Atlante               | Primera División      | 16          | 8           | -                     | -                     | -                              | -                              | -                              | 2        | 1        | 18    | 9     |
| Total sur la carrière | Total sur la carrière | Total sur la carrière | 236         | 57          | -                     | -                     | -                              | 28                             | 9                              | 21       | 3        | 285   | 69    |

### Buts en sélection
Le tableau suivant liste les résultats de tous les buts inscrits par Michael Arroyo avec l'équipe d'Équateur.